# Паласуелос-де-Ересма
Паласуелос-де-Ересма (ісп. Palazuelos de Eresma) — муніципалітет в Іспанії, у складі автономної спільноти Кастилія-і-Леон, у провінції Сеговія. Населення — 4238 осіб (2010).
Муніципалітет розташований на відстані близько 65 км на північний захід від Мадрида, 6 км на схід від Сеговії.
На території муніципалітету розташовані такі населені пункти: (дані про населення за 2010 рік)
- Паласуелос-де-Ересма: 2533 особи
- Кітапесарес: 171 особа
- Табанера-дель-Монте: 904 особи
- Парке-Робледо: 555 осіб
- Пеньяс-дель-Ерісо: 51 особа
- Карраскалехо: 24 особи

## Демографія
Динаміка населення (INE ):